# Reino de Hanôver
O Reino de Hanôver ou Hanovre (em alemão:  Königreich Hannover), que tomou o nome da cidade homônima para sua denominação nacional, foi criado em outubro de 1814 pelo Congresso de Viena, com a restauração do território de Hanôver ao rei Jorge III após a Era Napoleônica. Ele sucedeu no antigo eleitorado de Brunsvique-Luneburgo, e se juntou aos 38 estados da Confederação Germânica. O reino foi governado pela Casa de Hanôver, em união pessoal com o Reino Unido da Grã-Bretanha e Irlanda até 1837, antes de ser conquistada pelo Reino da Prússia em 1866. Brevemente reavivado como Estado de Hanôver (1946), o estado posteriormente se fundiu com alguns estados menores e formou a atual Baixa Saxônia.

## História
O Principado de Calemberg, uma divisão do Ducado de Brunsvique-Luneburgo, foi criado em 1432 como uma entidade soberana. A divisão dos territórios entre os filhos do soberano, característica do feudalismo, foi uma prática habitual no Sacro Império Romano-Germânico, como exemplo paradigmático há a Saxônia.
De 1584-1632, Calemberg foi parte do Ducado de Brunsvique-Wolfenbüttel e posteriormente  adquiriu uma nova independência sob a denominação de Ducado de Hanôver. No fim de 1692, o território de Hanôver adquiriu a status de Eleitorado.
O Eleitorado de Hanôver tinha o privilégio de escolher o governante do Sacro Império Romano-Germânico junto com a Prússia, Boêmia, Palatinado, Saxônia, Arcebispado de Mogúncia, Arcebispado de Tréveris e Colônia.
Com o falecimento da rainha Ana da Grã-Bretanha em 1714, o Eleitor de Hanôver tornou-se rei da Grã-Bretanha com o nome de Jorge I. Deste momento em diante, até 1837, os interesses da Grã-Bretanha e de Hanôver caminharam para a união dinástica, se bem que o Parlamento de Westminster se assegurou de que nenhum exército britânico fosse utilizado para defender os interesses do Eleitorado.
Ao longo do século XVIII, a influência da Casa de Hanôver cresceu na Alemanha. Em 1705, recebeu o Principado de Lunemburgo e em 1719 os territórios de Bremem e Verdem. Finalmente, em 1803, com a secularização dos domínios eclesiásticos do Sacro Império, recebeu o Principado Episcopal de Osnabruque.
Em 1803, o eleitorado foi ocupado pelo Império Francês que, em 1807, o incorporou ao Reino da Vestfália. O exército de Hanôver foi dissolvido, entretanto muitos soldados emigraram para o Reino Unido da Grã-Bretanha e Irlanda, donde se criou uma divisão hanoveriana no Exército Britânico (em inglês: King's German Legion). Em 1813, o eleitorado foi restaurado e em 1814 as potências europeias concordaram, no Congresso de Viena que ele fosse elevado à condição de reino. Além disso, Hanôver aumentou consideravelmente seu território adquirindo o Bispado de Hildesheim, Frísia Oriental, a parte setentrional do Bispado de Münster e parte do Condado de Lingen.
Em 1837, com a ascensão ao trono britânico da rainha Vitória, e com a manutenção da lei sálica no Reino de Hanôver, houve pela primeira vez em mais de cem anos monarcas diferentes nestes territórios. No Reino de Hanôver, o monarca seguinte foi Ernesto Augusto I, Duque de Brunsvique-Luneburgo, que era tio da rainha britânica.
A vitória prussiana na guerra contra a Áustria, em 1866, significou a anexação ao Reino da Prússia, pelo Tratado de Praga (23 de Agosto de 1866), pelo fato de ter se aliado com a Áustria durante o conflito. Assim o rei Jorge V de Hanôver teve que se exilar no Império Austríaco. Outros territórios tiveram a mesma sorte de Hanôver, como o Eleitorado de Hesse, o Ducado de Nassau e a Cidade Livre de Frankfurt.
De 1866-1918, Hanôver foi uma província prussiana e em 1946 foi incorporado à Baixa Saxônia com a cidade de Hanôver como capital.